# Продан, Таисия Григорьевна
Таисия Григорьевна Продан (22 октября 1922 год, хутор Большой Лог, Донская область — 2002 год, Большой Лог, Ростовская область) — колхозница, Герой Социалистического Труда (1951).

## Биография
Родилась 22 октября 1922 года в рабочей семье на хуторе Большой Лог, Донская область (сегодня — Аксайский район Ростовской области). Закончив в 1939 году восьмилетнюю школу, поступила в Ростовский кооперативный техникум, где обучалась с 1940 года по 1941 год. Во время Великой Отечественной войны проживала на хуторе Куберле Пролетарского района (сегодня — посёлок Красноармейский). Работала рядовой рабочей в виноградарском звене винсовхоза «Реконструктор» Аксайского района. Позднее была назначена звеньевой.
В 1950 году звено под руководством Таисии Продан собрало с участка площадью 7 гектаров 101,3 центнера винограда шампанских сортов. За этот доблестный труд она была удостоена в 1951 году звания Героя Социалистического Труда.
Участвовала во всесоюзной выставке ВДНХ.
После выхода на пенсию проживала в родном хуторе Большой Лог. Скончалась в 2002 году.

## Награды
- Герой Социалистического Труда — указом Президиума Верховного Совета СССР от 1 ноября 1951 года;
- Орден Ленина (1951);
- Орден «Знак Почёта»;
- Серебряная и бронзовая медали ВДНХ.